# James Dashwood
James Dashwood, 2e baronnet (1715-1779) est un homme politique anglais qui siège à la Chambre des communes de 1740 à 1768. 

## Jeunesse
Il est le fils de Robert Dashwood, et le petit-fils de Robert Dashwood (1er baronnet). Sa mère est Dorothy Reade, fille de James Reade, 2e baronnet. Il fait ses études à la Free School de John Roysse à Abingdon (maintenant Abingdon School). Il est steward du club OA en 1746. Il fait un Grand Tour en 1734.

## Kirtlington Park
Il hérite de grandes propriétés dans l'Oxfordshire et construit une imposante maison à Kirtlington,. 
Kirtlington Park est construit dans les années 1742 à 1746, par William Smith de Warwick et John Sanderson, à partir des plans de James Gibbs. Les jardins sont aménagés par Capability Brown. Dashwood construit une importante bibliothèque et, en 1747, paye James Lovell, le sculpteur et décorateur d'intérieur,,. En 1931, la salle à manger rococo est exportée et se trouve maintenant au Metropolitan Museum of Art. Y ont participé Thomas Roberts (plâtrerie), et Henry Cheere ou John Cheere. 
Brown travaille sur le parc de Kirtlington de la fin de 1751 à 1757. Il s'agit d'une deuxième phase de travaux dans laquelle l'ancienne maison, Northbrook House, est démolie en 1750, et les jardins précédents de Thomas Greening sont modifiés.

## Idées politiques
Il représente en politique locale ce qu'on appelait le «vieil intérêt» et dans la politique nationale est un jacobite. Il appartient à la Loyal Brotherhood, un club conservateur qui sert également de centre pour l'organisation du parti à Londres, avec d'autres députés locaux . Au moment de la rébellion jacobite de 1745, il fait partie d'un groupe de conservateurs d'Oxfordshire qui refusent de rejoindre l'association du comté. 
En 1749, le comte d'Egmont fait une enquête auprès des députés du prince de Galles, considérant Dashwood comme un jacobite «fortement contaminé». Il participe à des séances de club de boisson local, au cours desquelles le jeune prétendant est acclamé, dans les années 1750. À cette époque, la planification politique conservatrice est discrète, lors de réunions qui ressemblent à des événements sociaux: un de ces dîners a lieu chez Dashwood le 29 février 1756, au cours duquel les droits de vote sont discutés. Il reçoit un DCL honoraire de l'Université d'Oxford, et la ville le nomme High Steward.  

## Carrière politique
En 1738, Dashwood est le shérif de l'Oxfordshire. Il est élu député conservateur de l'Oxfordshire, sans opposition, en 1740 à la mort de William Stapleton, 4e baronnet, et est réélu en 1741,. Il demande rapidement l’abrogation de la loi de naturalisation juive de 1753, en octobre de l’année de son adoption (il n’a jamais prononcé de discours à la Chambre et n’a pas préparé le terrain pour celle-ci). Il s'exprime contre le Plantation Act de 1740. 
L'élection générale de 1754 voit régner la confusion dans l'Oxfordshire. Dashwood à cette époque fait face à une sérieuse opposition politique, de Susanna Keck à Great Tew ainsi que des candidats Whig. Finalement, quatre députés sont déclarés élus pour la circonscription qui comporte deux sièges. Dans la procédure judiciaire qui suit, Dashwood et son collègue conservateur, le vicomte Wenman sont évincés, malgré les conseils de distingués avocats, dont Roger Newdigate et William Blackstone. 
En 1761, un accord entre les conservateurs et les whigs est conclu localement avec le duc de Marlborough, et Dashwood est réélu au Parlement sans opposition. Il n'est pas un membre actif, bien qu'il s'intéresse sérieusement aux projets de loi sur les enclosures et se retire de la politique en 1768,. 

## Famille
Il épouse le 17 février 1739 Elizabeth Spencer, fille d'Edward Spencer de Rendlesham. Ils ont trois fils et trois filles. 
Le fils aîné, Henry Dashwood (3e baronnet), hérite du titre de baronnet. Les autres enfants sont : 
- Elizabeth, la fille aînée, épouse George Montagu (4e duc de Manchester)[22]
- Anne épouse John Stewart (7e comte de Galloway) en 1764, comme sa deuxième épouse, et ils ont 16 enfants[23]
- La troisième fille, Catherine, épouse Lucy Knightley, député de Northamptonshire[24]
- Le deuxième fils Thomas, part en Inde et épouse Charlotte Auriol, fille de James Auriol[25],[26],[27]. Son fils du même nom, Thomas John, rejoint le service civil du Bengale[28] et a épousé en 1822 Susan Wodehouse, fille de Thomas Wodehouse, avocat [29],[30].